# Graneros
Graneros é uma comuna da província de Cachapoal, localizada na Região de O'Higgins, Chile. Possui uma área de 112,7 km² e uma população de 25.961 habitantes (2002).